# Dendrophthoe vitellina
Dendrophthoe vitellina, comummente conhecido como visco-de-flor-longa ou visco-apóstolo, é uma planta hemiparasita da família Loranthaceae de viscos. O género Dendrophthoe compreende cerca de 31 espécies espalhadas pela África tropical, Ásia e Austrália. Apesar de ser colectado por Joseph Banks e Daniel Solander em 1788, e representado no Florilegium de Bancos, foi somente em 1860 que foi descrito por Ferdinand von Mueller como Loranthus vitellinus depois de ser colectado perto de Ipswich, e renomeado por Philippe Édouard Léon. Van Tieghem em 1895.

## Ecologia
Pelo menos 66 espécies de plantas nativas de 16 famílias (predominantemente os géneros Eucalyptus, Angophora e Melaleuca) foram registadas como plantas hospedeiras para Dendrophthoe vitellina e, além disso, um número de espécies exóticas também. Foi registado em um plátano exótico, Platanus × acerifolia. Quando cresce em Corymbia gummifera torna-se perigoso para a espécie hospedeira.